# Liste öffentlicher Bücherschränke in Heidelberg
In der Liste öffentlicher Bücherschränke in Heidelberg sind öffentliche Bücherschränke für Orte, die zum Stadtkreis Heidelberg in Baden-Württemberg gehören, aufgeführt. Sie ist primär nach Orten sortiert, unabhängig davon, ob es sich um Ortsteile, Gemeinden oder Städte handelt. Der Artikel ist Teil der übergeordneten Liste öffentlicher Bücherschränke in Baden-Württemberg. Ein öffentlicher Bücherschrank ist ein Schrank oder schrankähnlicher Aufbewahrungsort mit Büchern, der dazu dient, Bücher kostenlos, anonym und ohne jegliche Formalitäten zum Tausch oder zur Mitnahme anzubieten. Die Liste erhebt keinen Anspruch auf Vollständigkeit.

## Öffentliche Bücherschränke in Heidelberg
Derzeit sind im Stadtkreis Heidelberg 19 öffentliche Bücherschränke erfasst (Stand: 13. Oktober 2020):
| Bild | Ausführung    | Ort              | Seit          | Anmerkung | Geokoordinaten                                                              |
| ---- | ------------- | ---------------- | ------------- | --- | --------------------------------------------------------------------------- |
|      | Bücherschrank | Altstadt         |               | OBCZ Chocolaterie - Café YilliY | ⊙ Haspelgasse 7                                                             |
|      | Bücherregal   | Altstadt         | 2010          | Gefördert durch die Bürgerstiftung Heidelberg | ⊙ Neugasse 3                                                                |
|      | Bücherregal   | Altstadt         | 2019          | Betrieben vom Kinderschutzbund | ⊙ Theaterstraße 11                                                          |
|      | Bücherregal   | Altstadt         |               | | ⊙ Neckarstaden 10                                                           |
|      | Bücherregal   | Bahnstadt        |               | B³-Gebäude | ⊙ Da-Vinci-Straße                                                           |
|      | Bücherregal   | Bergheim         |               | Nachbarschaftsbüro Westliches Bergheim | ⊙ Bergheimer Straße 152                                                     |
|      | Metallregal   | Handschuhsheim   |               | | ⊙ Dossenheimer Landstraße 6, auf dem Platz vor der Tiefburg                 |
|      | Holzregal     | Handschuhsheim   | 2011          | Inoffiziell, private Betreuung | ⊙ Mühlingstraße 4–6, am Gartenzaun                                          |
|      | Bücherregal   | Kirchheim        |               | | ⊙ Königsberger Straße, Weg zur Geschwister Scholl-Schule                    |
|      | Holzregal     | Neuenheim        | 2012          | Stadtteilverein Neuenheim | ⊙ Lutherstraße 18/Ladenburger Straße, am Marktplatz                         |
|      | Bücherregal   | Neuenheimer Feld |               | Neuenheimer Feld Ein Angebot des Selbstlernzentrums für Sprachen (SLZ) der Pädagogischen Hochschule Heidelberg. Das Bücherregal steht während der Öffnungszeiten des Lesesaals der PH-Bibliothek im Erdgeschoss-Foyer                                                                                         | ⊙ Im Neuenheimer Feld 561/562                                               |
|      | Bücherregal   | Neuenheimer Feld |               | Neuenheimer Feld, Printcenter und Hausdruckerei RICOH im Universitätsrechenzentrum, unterstützt und betreut durch das Team im Printcenter und Hausdruckerei im Universitätsrechenzentrum. Das Bücherregal ist während der Öffnungszeiten des Printcenters und Hausdruckerei in den Räumen dieser, zugänglich. | Im Neuenheimer Feld 330                                                     |
|      | Bücherregal   | Pfaffengrund     |               | vor der Kath. St.-Marien-Kirche | ⊙ Marktstraße 43                                                            |
|      | Bücherregal   | Rohrbach         |               | [ 1 ] | ⊙ Rathausstraße 43/Seckenheimer Gäßchen 3, neben dem Eingang des Bürgeramts |
|      | Bücherschrank | Schlierbach      |               | Bücherschrank Bahnhof HD Schlierbach-Ziegelhausen | ⊙ In der Aue, Unterstand Zugrichtung Neckargemünd                           |
|      | Bücherschrank | Schlierbach      |               | Öffentliches Bücherregal im Krankenhaus | ⊙                                                                           |
|      | Bücherregal   | Südstadt         |               | beim effata Weltladen | ⊙ Turnerstraße 36                                                           |
|      | Bücherregal   | Weststadt        | 23. Apr. 2012 | Gefördert durch die Bürgerstiftung Heidelberg | ⊙ Wilhelmsplatz 1                                                           |
|      | Bücherregal   | Wieblingen       | 4. April 2014 | Öffentliches Bücherregal, Stadtteilverein Wieblingen | ⊙ Mannheimer Straße 259                                                     |
|      | Bücherregal   | Ziegelhausen     |               | Das Bücherregal befindet sich am Gebäude des Verkehrsvereins Ziegelhausen e. V., neben dem Eingang. Es handelt sich um einen neuen Standort. Das Regal stand zuvor in der Kleingemünder Straße 4. | ⊙ Peterstaler Straße 1                                                      |

## Ehemalige Bücherschränke
Die folgenden drei öffentlichen Bücherschränke wurden entweder dauerhaft abgebaut oder an einem neuen Standort aufgestellt:
| Bild | Ausführung    | Ort          | Seit             | Anmerkung | Geokoordinaten           |
| ---- | ------------- | ------------ | ---------------- | --- | ------------------------ |
|      | Bücherzelle   | Bergheim     | 2014 bis 02/2015 | Heidelberg-Bergheim, Telefonzelle rechts der Bergheimer Straße 76                                                                 | ⊙ Bergheimer Straße 76   |
|      | Bücherschrank | Südstadt     | 2016 bis 01/2018 | vor dem Laden Herzlichter | ⊙ Fichtestraße 8         |
|      | Bücherregal   | Ziegelhausen | 2012             | Förderung unbekannt. Es handelte sich um den alten Standort, bevor das Regal einen neuen Platz an der Peterstaler Straße 1 bekam. | ⊙ Kleingemünder Straße 4 |

## Statistik
Für einen Vergleich zu den anderen Stadt- und Landkreisen Baden-Württembergs sowie zum Landesdurchschnitt siehe die Statistik öffentlicher Bücherschränke in Baden-Württemberg.